# ビー・ア・スーパーマン
『ビー・ア・スーパーマン』（BE A SUPERMAN）は、イエロー・マジック・オーケストラ（YMO）の11作目のシングル。1993年8月25日に、東芝EMI/EASTWORLDより発売された。

## 解説
YMOというグループ名が権利上の関係で使用出来なかったため、YMO（ノットワイエムオー。実際にはYMOの文字の上に×）としてリリースされた。再生（再結成）したYMOがYMO名義でリリースした2作目のシングル。結成時から数えると11作目。
表題曲は、アルバム『テクノドン』、カップリング2曲は、ライブ・アルバム『テクノドン・ライヴ』からのシングルカット。

## 収録曲
| 全編曲: YMO。 |                                      |                    |                    |      |
| #             | タイトル                             | 作詞               | 作曲               | 時間 |
| 1.            | 「BE A SUPERMAN」(TECHNODON VERSION) | 坂本龍一、高橋幸宏 | 坂本龍一、高橋幸宏 | 5:23 |
| 2.            | 「TONG POO」(1993 LIVE VERSION)      |                    | 坂本龍一           | 5:24 |
| 3.            | 「FIRECRACKER」(1993 LIVE VERSION)   |                    | マーティン・デニー | 3:35 |